# Bhokardan
Bhokardan es una ciudad y  municipio situada en el distrito de Jalna en el estado de Maharashtra (India). Su población es de 24416 habitantes (2011). Se encuentra a orillas del río Kelana.

## Demografía
Según el censo de 2011 la población de Bhokardan era de 24416 habitantes, de los cuales 12751 eran hombres y 11665 eran mujeres. Bhokardan tiene una tasa media de alfabetización del 81,96%, inferior a la media estatal del 82,34%: la alfabetización masculina es del 88,66%, y la alfabetización femenina del 74,72%.